# Constantijn Konstantinovitsj van Rusland (1891-1918)

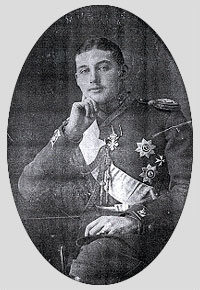
Constantijn Konstantinovitsj van Rusland

Constantijn “Kostia” Konstantinovitsj Romanov (Russisch: Константин Константинович Романов) (Sint-Petersburg, 1 januari 1891 – Alapajevsk, 17/18 juli 1918), prins (knjaz van keizerlijk bloed) van Rusland, was het vierde kind en de derde zoon van grootvorst Constantijn Konstantinovitsj en  grootvorstin Elisabeth Mavrikievna Romanova.
Hij was een stille en verlegen man, die veel van theater hield. Hij kreeg les aan de militaire academie van Sint-Petersburg, waarna hij bij het Russische leger ging. Hij was erg geliefd bij de officieren en soldaten. Constantijn vocht tijdens de Eerste Wereldoorlog.
Prins Constantijn is nooit getrouwd, al verlangde hij erg naar een familieleven als dat van zijn oudere broer en zus, Ivan en Tatjana. Hij had wel een oogje op grootvorstin Olga, de oudste dochter van tsaar Nicolaas II, en op prinses Elisabeth van Roemenië, de dochter van koning Ferdinand van Roemenië, maar van een huwelijk is het o.a. om politieke redenen nooit gekomen.
In maart 1918 werd hij gevangengenomen en door de bolsjewieken naar Alapajevsk, een kleine stad in de bergen van de Oeral, gezonden. Daar werd hij enkele maanden vastgehouden met twee van zijn broers, Ivan en Igor, en enkele familieleden, Elisabeth Fjodorovna, Sergej Michajlovitsj en Vladimir Palej. In de nacht van 17 op 18 juli 1918 (24 uur na de moord op Nicolaas II en zijn gezin) werden de gevangenen door de bolsjewieken vermoord. Constantijn was toen 27 jaar oud. Hun lichamen werden teruggevonden in een verlaten mijnschacht door het Witte leger. Ze werden uiteindelijk herbegraven in de Kerk van de Martelaren in de buurt van Peking, China.